# 245
245(이백사십오)는 244보다 크고 246보다 작은 자연수다.

## 수학
- 합성수로, 그 약수는 1, 5, 7, 35, 49, 245다. 진약수의 합은 97이므로, 245는 부족수다.
- {\displaystyle 245=7^{2}+14^{2}}
  - 연속하는 두 개의 {\displaystyle 7n}({\displaystyle n}은 자연수)의 제곱합으로 나타낼 수 있는 가장 작은 수다. 이 성질을 지닌 다음 수는 637이다.
- {\displaystyle 245=8^{2}+9^{2}+10^{2}}
  - 연속하는 세 자연수의 제곱합으로 나타낼 수 있으며, 이 성질을 지닌 앞의 수는 194, 다음 수는 302이다.
- {\displaystyle 99^{2}-1}은 245로 나누어떨어진다.

## 과학
- NGC 245: 고래자리 방향에 있는 나선은하.

## 교통
- 일본 245번 국도(일본어판): 이바라키현 미토시에서 히타치시까지 이어지는 일본의 국도.
- 현도 제245호선

## 군사
- U-245(영어판, 독일어판): 제2차 세계 대전에 사용된 나치 독일의 군용 잠수함.

## 문화유산
- 대한민국의 국보 제245호: 초조본 신찬일체경원품차록 권20
- 대한민국의 보물 제245호: 김천 갈항사지 석조여래좌상
- 대한민국의 사적 제245호: 경주 나정

## 방송
- B tv의 리얼TV 채널 번호.
- U+ TV의 TBS TV 채널 번호.
- LG헬로비전의 ONN 닥터TV 채널 번호.
- B tv 케이블의 미국 방송인 디스커버리 채널 채널 번호.

## 기타
- 연도: 245년, 기원전 245년